# Saint-Paul-Cap-de-Joux
Saint-Paul-Cap-de-Joux è un comune francese di 1 078 abitanti situato nel dipartimento del Tarn nella regione dell'Occitania.

## Società

### Evoluzione demografica
Abitanti censiti